# Live in Denmark 1972
Live in Denmark 1972 – album koncertowy zespołu Deep Purple zarejestrowany 1 marca 1972 w Danii i wydany w 35. rocznicę w roku 2007.
Album jest ścieżką dźwiękową koncertu z Kopenhagi wydanego na DVD – Live in Concert 72/73.
Jest to jeden z pięciu koncertów Deep Purple wydanych z ich tournée w roku 1972 i jedyny, na którym zaprezentowano "Fireball", który tydzień później został zamieniony przez "Smoke on the Water" (zobacz Deep Purple in Concert).

## Lista utworów
Wszystkie, z wyjątkiem opisanych skomponowali Ian Gillan, Ritchie Blackmore, Roger Glover, Jon Lord i Ian Paice.

### CD 1
| 1. | "Highway Star"          | 8:30  |
|    |                         |       |
| 2. | "Strange Kind of Woman" | 10:10 |
|    |                         |       |
| 3. | "Child in Time"         | 17:29 |
|    |                         |       |
| 4. | "The Mule"              | 9:15  |
|    |                         |       |
|    |                         | 45:24 |
|    |                         |       |

### CD 2
| 1. | "Lazy"                                     | 11:56 |
|    |                                            |       |
| 2. | "Space Truckin'"                           | 23:48 |
|    |                                            |       |
| 3. | "Fireball"                                 | 4:07  |
|    |                                            |       |
| 4. | "Lucille" (Albert Collins, Little Richard) | 5:54  |
|    |                                            |       |
| 5. | "Black Night"                              | 6:19  |
|    |                                            |       |
|    |                                            | 52:04 |
|    |                                            |       |

## Wykonawcy
- Ian Gillan – śpiew, harmonijka, instrumenty perkusyjne
- Ritchie Blackmore – gitara
- Roger Glover – gitara basowa
- Jon Lord – organy, instrumenty klawiszowe
- Ian Paice – perkusja, instrumenty perkusyjne